# Gasteracantha sanguinolenta bigoti
Gasteracantha sanguinolenta bigoti is een spinnenondersoort in de taxonomische indeling van de wielwebspinnen (Araneidae).
Het dier behoort tot het geslacht Gasteracantha. De wetenschappelijke naam van de soort werd voor het eerst geldig gepubliceerd in 1974 door M. Emerit.